# Краснер, Наум Яковлевич
Нау́м Я́ковлевич Кра́снер (21 февраля 1924, Винница — 5 марта 1999, Воронеж) — советский и российский математик-экономист.

## Биография
Родился 21 февраля 1924 года в городе Винница, УССР. В 1941 году окончил среднюю школу. Осенью 1941 года эвакуировался в Куйбышевскую область, работал учителем в сельской школе.
В начале 1942 года окончил ускоренные курсы подготовки лейтенантов артиллерии в Куйбышевском военном пехотном училище, в августе 1942 был отправлен на Сталинградский фронт. В 1943 году вступил в ВКП(б). До 1944 года воевал в составе 88-й гвардейской стрелковой дивизии (1942—1943 — командир зенитной батареи, 1943—1944 — начальник отдела штаба дивизии). В 1944 году после ранения был направлен на учёбу и одновременное преподавание на Высшие военные курсы «Выстрел» (Солнечногорск). Окончил Высший военный педагогический институт Красной Армии и работал на Курсах начальником огневого цикла до 1953 года. С 1953 по 1957 год преподавал теорию стрельбы в Тамбовском суворовском военном училище. С февраля 1958 года преподавал на военной кафедре Воронежского государственного университета, параллельно поступил учиться на механико-математический факультет университета.
С 1961 года в звании полковника уволился с военной службы и стал работать ассистентом на механико-математическом факультете университета. В 1964 году получил диплом Воронежского университета по специальности «математика». В 1969 году основал кафедру математических методов исследования операций на математическом факультете и заведовал ею с 1969 по 1980 год (в 1971—1974 годы кафедра находилась в составе экономического факультета, с 1974 года находится в структуре факультета прикладной математики и механики). В это же время при кафедре была организована лаборатория исследования операций.
С 1980 года и до конца жизни — доцент кафедры математических методов исследования операций; одновременно — заместитель декана факультета прикладной математики и механики по научной работе.
С 1992 года занимался консультационной деятельностью по экономическим вопросам на промышленных предприятий города Воронежа и в администрации Воронежской области.
Умер 5 марта 1999 года от рака лёгкого. Похоронен на Коминтерновском кладбище Воронежа.

## Научная деятельность
Основные направления исследований — математическое моделирование в текстильной промышленности.
В 1967 году защитил кандидатскую диссертацию.
С 1978 года являлся одним из организаторов и руководителей международной научной школы-семинара по системному моделированию социально-экономических процессов. Сотрудничал с С. С. Шаталиным, Л. В. Канторовичем, В. М. Полтеровичем, И. Б. Руссманом, С. В. Жаком, В. Н. Эйтингоном и другими учёными.
Автор более 65 научных работ. Подготовил 7 кандидатов наук.

### Избранные труды
Источник — Электронные каталоги РНБ
- Вопросы оптимального программирования в производственных задачах. [Сб. статей / Редкол.: Н. Я. Краснер (науч. ред.) и др.]. — Воронеж : Изд-во Воронеж. ун-та, 1980. — 148 с.
- Краснер Н. Я. Математические методы оптимизации составов смесей для текстильной промышленности: Автореф. дис. … канд. техн. наук. — Воронеж, 1968. — 15 с.
- Краснер Н. Я., Кузькина Н. Б. Применение математических методов при определении оптимальных по стоимости составов хлопковых и шерстяных смесей. [Обзор / Центр. ин-т науч.-техн. информации легкой пром-сти М-ва легкой пром-сти СССР]. — М.: Б. и., 1966. — 45 с.
- Монахов В. М., Беляева Э. С., Краснер Н. Я. Методы оптимизации. Применение мат. методов в экономике. — М.: Просвещение, 1978. — 175 с. — (Пособие для учителя).
- Семиколенов Н. П., Бондаренко Ф. Г., Краснер Н. Я. Основы стрельбы из оружия стрелковых подразделений / Под общ. ред. акад. ген.-лейт. артиллерии запаса А. А. Благонравова. — М.: Воениздат, 1958. — 267 с.

## Награды
- медаль «За оборону Сталинграда»[7]
- орден Красной Звезды (5.11.1943)[8]
- два ордена Отечественной войны II степени (9.5.1944[9], 6.4.1985[10])

## Память
В 2004 году на 27-м заседании Международной школы-семинара имени академика С. С. Шаталина был проведён круглый стол, посвящённый 80-летию Н. Я. Краснера.
- Сайт памяти Н. Я. Краснера